# Simeliria viridans
Simeliria viridans är en insektsart som först beskrevs av Guérin-Méneville 1834.  Simeliria viridans ingår i släktet Simeliria och familjen spottstritar. Inga underarter finns listade i Catalogue of Life.